# Широко Поље
Широко Поље је насељено место у саставу града Ђакова у Осјечко-барањској жупанији, Република Хрватска.

## Историја
До територијалне реорганизације у Хрватској налазило се у саставу старе општине Ђаково.

## Становништво
На попису становништва 2011. године, Широко Поље је имало 1.012 становника.

## Попис1991.
На попису становништва 1991. године, насељено место Широко Поље је имало 987 становника, следећег националног састава:
| Попис 1991.‍  | Попис 1991.‍  | Попис 1991.‍ | Попис 1991.‍ | Попис 1991.‍ |
| ------------ | ------------ | ----------- | ----------- | ----------- |
|              |              |             |             |             |
| Хрвати       | Хрвати       |             | 972         | 98,48%      |
| Југословени  | Југословени  |             | 2           | 0,20%       |
| Словаци      | Словаци      |             | 2           | 0,20%       |
| Македонци    | Македонци    |             | 1           | 0,10%       |
| Срби         | Срби         |             | 1           | 0,10%       |
| неопредељени | неопредељени |             | 3           | 0,30%       |
| непознато    | непознато    |             | 6           | 0,60%       |
| укупно: 987  |              |             |             |             |